# Szare Szeregi

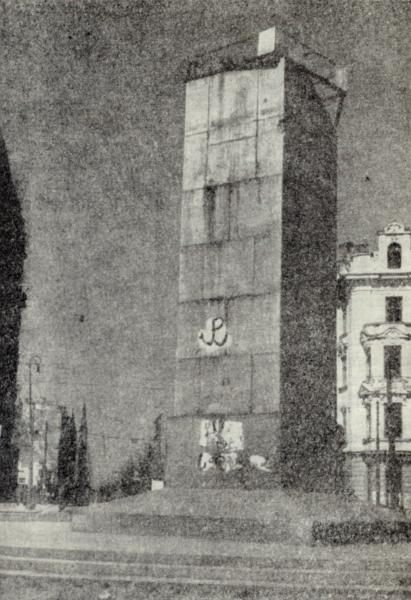
Une Kotwica, symbole de la Pologne Combattante peinte par les Szare Szeregi sur le piédestal du Monument des Aviateurs à Varsovie

Les « Szare Szeregi » (en français littéralement « Rangs Gris ») est un nom de code de l'Association des scouts de Pologne (Związek Harcerstwa Polskiego) passée dans la clandestinité durant la Seconde Guerre mondiale. 
Créée le 27 septembre 1939, elle fut active et combattit les occupants allemands à Varsovie jusqu'au 18 janvier 1945.  
Les Szare Szeregi avaient leur propre commandement (Naczelnictwo), constitué de cinq à six personnes. Cependant, bien qu'officiellement indépendants, ils coopéraient avec le Gouvernement polonais exilé à Londres et l’état-major de l'Armia Krajowa (AK, « Armée de l’Intérieur »), en s'inscrivant ainsi dans l'ensemble des actions menées par l'État polonais clandestin.  
Des 15 000 membres que comptaient les Szare Szeregi, 7 000 étaient des filles.
Les unités scoutes particulièrement actives furent les Groupes d'assaut (Grupy Szturmowe), qui comptaient parmi les résistants les mieux militairement entraînées de l'Armia Krajowa, et les Courriers blancs (Biali Kurierzy (pl)), qui dès la fin de l'automne 1939 aidèrent nombre de personnes à quitter clandestinement l'Est de la Pologne occupé par les Soviétiques et à passer à l'Ouest de l'Europe par la Hongrie. 
En août 1944, de nombreux scouts prirent part à l’Insurrection de Varsovie, où ils servaient d’agents de liaison et d’ambulanciers. Beaucoup d’entre eux se battirent en tant que soldats.

## Nom de code

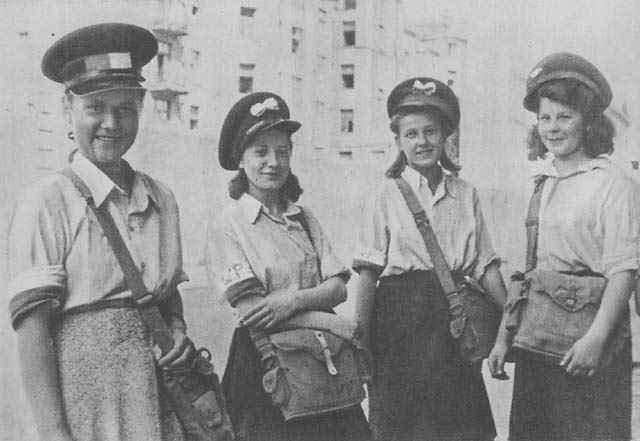
Des Guides agents de liaison, photo prise pendant l'Insurrection de Varsovie.

Le nom de code Szare Szeregi fut adopté en 1940. Il a été utilisé d'abord par les scouts polonais passés dans la clandestinité à Poznań. Le nom vient de la première action de l'Association des scoutes de Pologne qui consistait à distribuer des tracts auprès des colons allemands transférés des pays baltes qui s'étaient installés dans les maisons de Polonais expulsés de chez eux et chassés vers le territoire du Gouvernement Général. Pour créer la confusion, les tracts avaient été signés SS. Ce sigle a été ensuite développé pour devenir Szare Szeregi (Rangs Gris) par allusion à la couleur de l'uniforme porté clandestinement par les éclaireurs durant l'occupation allemande). Le nom fut ensuite adopté par l'ensemble de l'organisation des scouts résistants.

## Principes
Les Szare Szeregi suivaient les principes d'avant-guerre de l'Association des Scouts de Pologne : le service des autres et du pays, la formation et l'entraînement des capacités personnelles. Mais, ajouté au texte de la promesse d'avant la guerre, les scouts faisaient aussi l'engagement suivant :
"Je m'engage à servir dans les Szare Szeregi, à sauvegarder les secrets de l'organisation, à obéir aux ordres, et à ne pas hésiter à sacrifier ma vie."
En plus de la Loi Scoute, les Szare Szeregi suivaient aussi une ligne d'action en trois étapes. Le programme était surnommé "Dziś - jutro - pojutrze" (« Aujourd'hui - demain - après-demain ») :
- « aujourd'hui » - lutte pour l'indépendance de la Pologne ;
- « demain » - prépare une insurrection nationale et la libération de la Pologne ;
- « après-demain » - prépare la reconstruction de la Pologne après la guerre.

## Structure

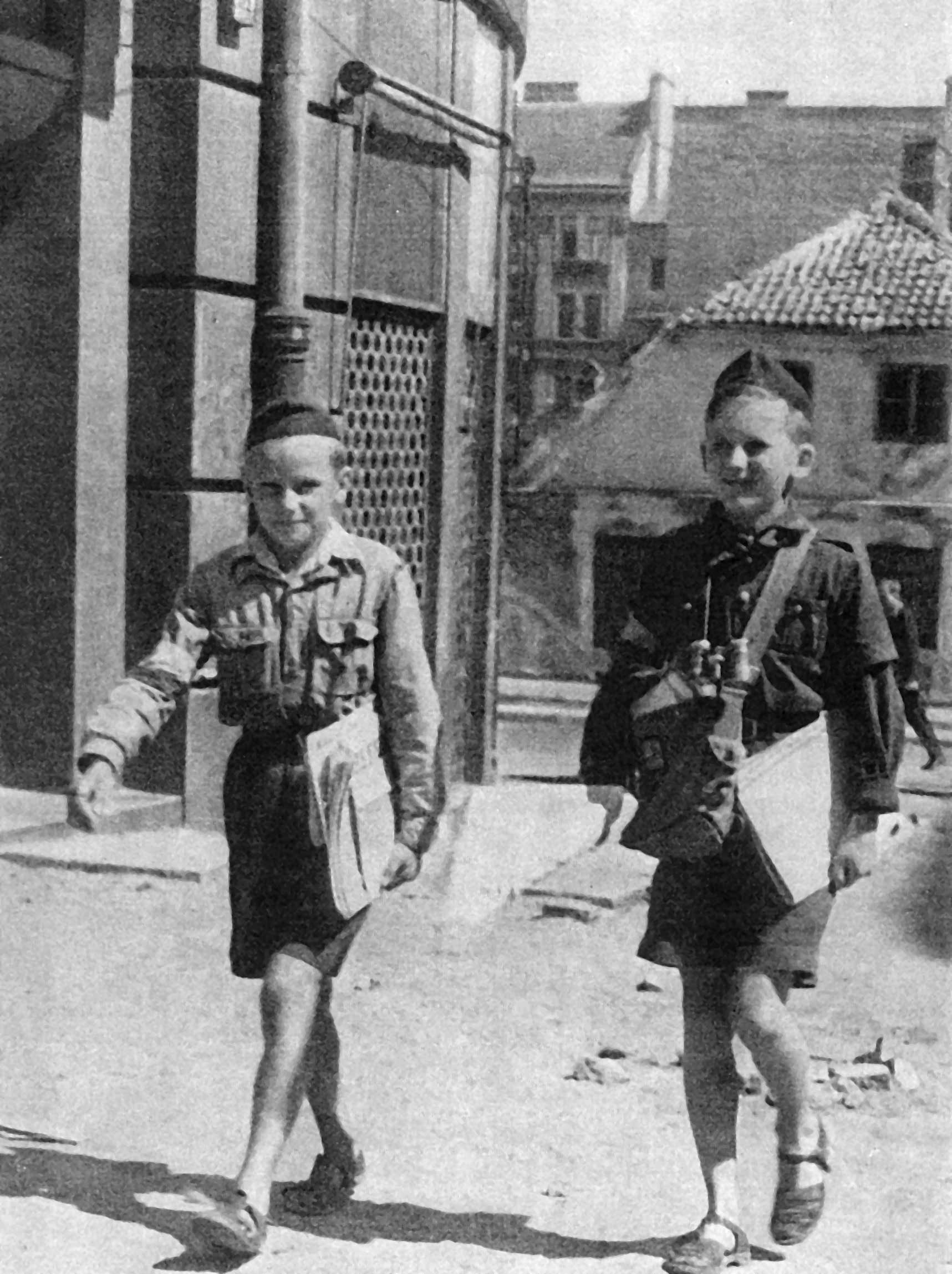
Jeunes scouts agent de liaison photo prise pendant l'Insurrection de Varsovie en 1944.

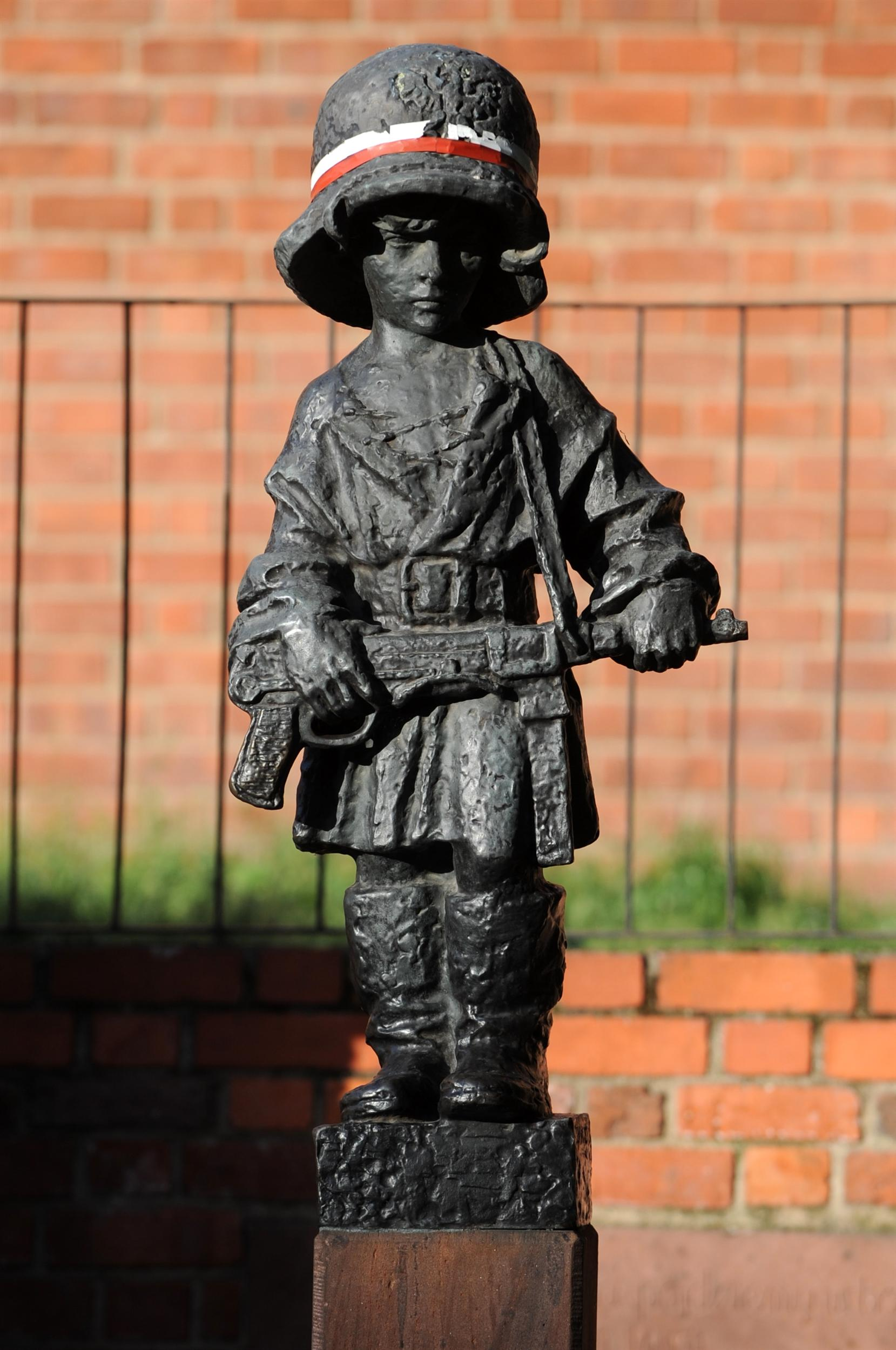
Monument du Petit Insurgé (Pomnik Małego Powstańca) à Varsovie.

La structure des Szare Szeregi était basée sur la structure de l'Association du Scoutisme Polonais d'avant-guerre, modifiée pour s'adapter au contexte de l'occupation et de la répression. L'unité de base était la troupe (drużyna), constitué d'environ vingt garçons ou vingt filles, chaque troupe étant composée de trois patrouilles (zastępy) de sept personnes. 
Les troupes de la même zone géographique (quartier d'agglomération, ville ou village) formait un district (hufiec), des districts formaient une province (en polonais chorągiew, littéralement, bannière). Pendant la Seconde Guerre mondiale, toutes ces unités étaient mentionnées par leur nom de code :
- patrouille (zastęp) - abeilles (pszczoły)
- troupe (drużyna) - famille (rodzina)
- district (hufiec) - essaim (rój)
- province (chorągiew) - ruche (ul)

Le quartier général du commandant (Naczelnik) des Szare Szeregi avaient pour nom de code le Rucher (Pasieka). 
Les chefs successifs des Szare Szeregi furent:
- Florian Marciniak (27 septembre 1939 – 6 mai 1943)
- Stanisław Broniewski ("Orsza"; 12 mai 1943 – 3 octobre 1944)
- Leon Marszałek (3 octobre 1944 – 18 janvier 1945)

À l'apogée de la force des Szare Szeregi, le Quartier Général dirigeait 20 provinces. Pour contrôler le mouvement, le territoire de la Pologne d'avant-guerre était divisé en départements, chacun supervisant plusieurs provinces :
- Département de l'Ouest (Wydział Zachodni, Z) - terres annexées par l'Allemagne nazie:
  - la province poméranienne - ul "Lina" (la ruche Ligne)
  - la province de Grande-Pologne - ul "Przemysław" (la ruche Przemysław)
  - la province de Łódź - ul "Kominy" (la ruche Cheminées)
  - la province de Zagłębie - ul "Barbara" (la ruche Barbara)
  - la province silésienne - ul "Huta" (la ruche Fonderie)

Une bannière supplémentaire fut constituée dans le Gouvernement Général et régissait tous les scouts de Grande-Pologne qui avaient été chassés de leur maison par les Allemands (ul "Chrobry" - la ruche Chrobry).
- Département de l'Est (Wydział Wschodni, W) - voïévodies de l'Est de la Pologne
  - la province de Białystok - ul "Biały" (la ruche Blanc)
  - la province de Wilno - ul "Brama" (la ruche Porte)
  - la province de Polesie - ul "Błota" (la ruche Marches)
  - la province de Nowogródek - ul "Las" (la ruche Forêt)
  - la province de Wołyń - ul "Gleba" (la ruche Terroir)

Une province supplémentaire fut constituée pour les scouts chassés de leur maison et qui se retrouvaient dans le Gouvernement Général (ul Złoty - la "Ruche dorée").
- Département de Pologne centrale (Wydział Polski Centralnej, C)
  - la province de Varsovie - ul "Wisła" (la ruche Vistule)
  - la province mazovienne - ul "Puszcza" (la ruche Étendue sauvage)
  - la province de Radom - ul "Rady" (la ruche Conseils)
  - la province de Lublin - ul "Zboże" (la ruche Graine)

- Département de la Pologne du Sud (Wydział Polski Południowej, P)
  - la province de Kielce - ul "Skała" (la ruche Roche)
  - la province de Częstochowa - ul "Warta" (la ruche Warta)
  - la province de Cracovie - ul "Smok" (la ruche Dragon)
  - la province de Lwów - ul "Lew" (la ruche Lion)

La coordination parmi les départements et les ruches était assurée par des inspecteurs subordonnés au quartier général : Eugeniusz Stasiecki, Edward Zurn et Kazimierz Grenda.